# Kazushi Uchida
Kazushi Uchida (内田 和志 Uchida Kazushi?, nacido el 9 de octubre de 1987 en Shizuoka) es un exfutbolista japonés. Jugaba de defensa y su único club fue el Fujieda MYFC de Japón.

## Trayectoria

### Clubes
| Club         | País  | Año         |
| ------------ | ----- | ----------- |
| Fujieda MYFC | Japón | 2010 - 2015 |

## Estadística de carrera

### J. League
| Club         | Año   | J. League | J. League | Copa J. League | Copa J. League | Total | Total |
| Club         | Año   | Part.     | Goles     | Part.          | Goles          | Part. | Goles |
| ------------ | ----- | --------- | --------- | -------------- | -------------- | ----- | ----- |
| Fujieda MYFC | 2014  | 30        | 0         | -              | -              | 30    | 0     |
| Fujieda MYFC | 2015  | 8         | 0         | -              | -              | 8     | 0     |
| Total        | Total | 38        | 0         | 0              | 0              | 38    | 0     |